# Hart-Patterson Track & Field Complex
Le Hart-Patterson Track & Field Complex est le stade d'athlétisme de l'Université Baylor au Texas. Il est situé non loin de la ville de Waco. Existant depuis 1960, il a accueilli trois fois les championnats en plein air de la Big 12 Conference (1997, 1999 et 2006).

## Historique
Le 16 mai 1997, le complexe de Hart-Patterson a été le premier site des championnats de la Big 12 Conference. Des travaux de rénovation pour un coût d'un million de dollars ont permis d'en faire une des installations les plus modernes de toutes les universités américaines. 
Ce stade a été baptisé en l'honneur des deux entraîneurs mythiques de Baylor, Jack Patterson et Clyde Hart, ancien coach de Michael Johnson. En 2005, deux statues représentant les deux hommes ont été inaugurées aux abords du stade, après la fin des travaux de rénovation.

## Compétitions
Tous les ans, à la fin du mois d'avril, se tient sur ce stade la Michael Johnson Invitational, où s'affrontent les meilleurs coureurs formés par les entraîneurs de Baylor tels que Jeremy Wariner, Darold Williamson ou Sanya Richards.